# Anders Östlind
Anders Elov Östlind, född 13 januari 1914 i Stockholm, död 31 oktober 1998, var en svensk ekonom och professor i nationalekonomi.

## Biografi
Östlin var son till byråchef Josef Östlind och dennes hustru Fanny Danielson.
Han genomgick Handelshögskolan i Stockholm och tog där en ekon. mag.-examen 1935. Han studerade under följande år som stipendiat i Chicago, London och Paris varefter han tog sin fil.kand.-examen 1937 och tog som amanuens vid Konjunkturinstitutet sin fil-lic.-examen 1941. Han var därefter lärare vid Uppsala universitet 1941–1943 och anställd vid Svenska bokföreningen 1941–1946. Samtidigt var han redaktör för tidskriften Ekonomen 1940–1946.
År 1946 erövrade Östlind sin doktorsgrad och var därefter docent i nationalekonomi vid Stockholms Handelshögskolan och från påföljande år tillförordnad professor i nationalekonomi och finansvetenskap.
Östlind var professor i nationalekonomi och socialpolitik vid Stockholms universitet 1953–1979. Han var regelbunden medarbetare i tidskriften Fackföreningsrörelsen med ekonomiska krönikor samt gav sporadiska bidrag till Dagens Nyheter och Finanstidningen.
Som författare gjorde Östlind bl. a. en ingående analys i Svensk samhällsekonomi 1914–1922 (doktorsavhandling 1945) och Det privata näringslivets dynamik (1946). Han är gravsatt i minneslunden på Djursholms begravningsplats.